# Sarawan (Armenia)
Sarawan – wieś w Armenii, w prowincji Wajoc Dzor. W 2011 roku liczyła 245 mieszkańców.